# Women of the Ku Klux Klan

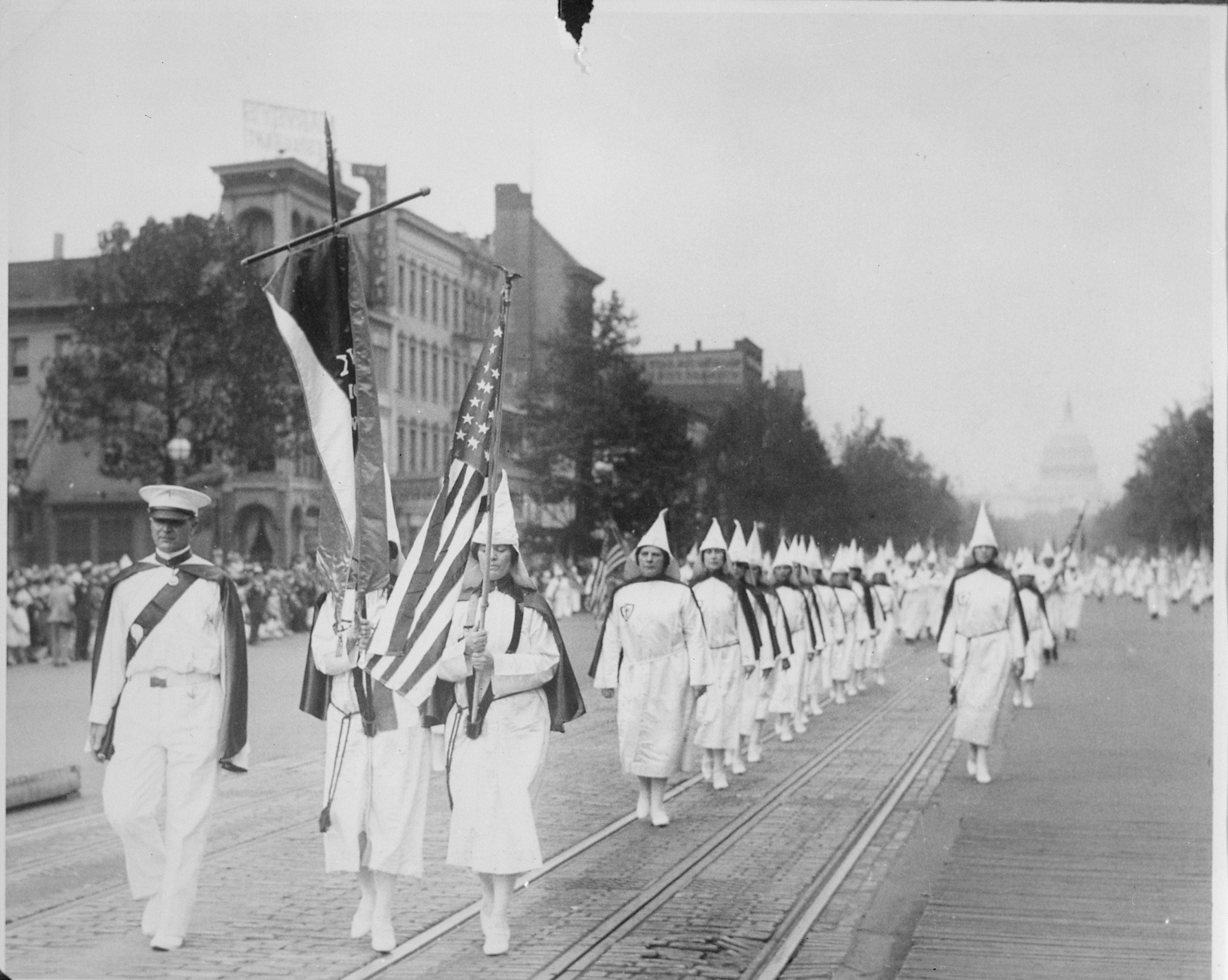
WKKK bei einer Parade des Klans 1928

Women of the Ku Klux Klan, auch Women’s Ku Klux Klan (abgekürzt WKKK), ist und war der Name verschiedener Frauenorganisationen des Ku-Klux-Klan. Der Begriff bezeichnet aber auch die Gesamtheit der Frauen im Ku-Klux-Klan. Sie konzentrierten sich vor allem auf die moralische, staatsbürgerliche und bildungspolitische Agenda des Klans, beteiligten sich aber auch an Auseinandersetzungen um Rasse, Klasse, Ethnizität, Geschlecht und Religion. Die Hochzeit des WKKK war in den 1920ern. Zu dieser Zeit existierte die Organisation in jedem Staat, mit den mitgliederstärksten Verbänden in Ohio, Pennsylvania, Indiana und Arkansas. Der WKKK nahm weiße, in den USA geborene Protestantinnen ab 16 Jahren auf. Von der Männerorganisation unterscheidet sich die Frauenorganisation vor allem durch den Verzicht auf  gewalttätige Mittel.

## Geschichte

### Entstehung
Die erste Frauenorganisation des Klans gründete sich Mitte der 1860er Jahre und wurde von James C.N. Chambers und Rosie Chappell begründet. Sie bestand etwa 10 Jahre. Obwohl Frauen nicht als praktizierende Mitglieder des Klans zugelassen waren, dienten sie für den ersten KKK als Symbol rassischer und sexueller Überlegenheit, die von den Männern des KKK beschützt wurden. Allgemein wurde Frauen von Freunden und Witwen in den ersten Klanjahren ein besonderes Bedürfnis nach Schutz zugeschrieben, dessen Gewährung verpflichtend sei, wobei sich dies natürlich nur auf weiße Frauen bezog. Schwarze, schlechtergestellte weiße Frauen und Frauen, die als promiskuitiv galten, wurden dagegen gering geschätzt, angegriffen, zum Teil auch vergewaltigt. Einige Frauen unterstützten den Klan, indem sie die Kostüme nähten oder Kleidung zur Verfügung stellten.

### Zweite Phase
In den frühen 1920ern begann die zweite Phase des Ku-Klux-Klans. 1923 wurde Women of the Ku Klux Klan als Hilfsorganisation gegründet, die dem KKK unterstand und ihren Hauptsitz in Little Rock, Arkansas, hatte. Wie der Klan auch war der WKKK antijüdisch, antikatholisch, ausländerfeindlich und gegen Schwarze. Sie waren nicht ganz so gewalttätig wie der männliche Klan, aber auch sie wandten zum Teil Gewalt an, um ihre Ziele durchzusetzen. Der WKKK ging zusammen mit dem Klan auf Grund finanzieller Probleme und interner Kämpfe gegen Ende der 1940er unter.

### Dritte Phase
In der dritten Phase des Ku-Klux-Klan, die in den 1960ern begann, spielten Frauen nur eine untergeordnete Rolle. Der Klan bestand im Süden vor allem aus weniger gebildeten und finanziell schlechtergestellten Männern. Die wenigen Frauen, die im Klan mitwirkten, waren den Männern gleichgestellt, eine besondere Frauenorganisation wurde daher nicht benötigt.

### Situation heute
Heute sind Frauen ein selbstverständlicher Teil des normalen Ku-Klux-Klans. Es ist ihnen möglich, in Führungspositionen zu kommen, und es liegen keine Einschränkungen mehr vor.

## Rekrutierung
Während der 1920er war der Aktivismus der Frauen am größten, vor allem durch die Fortschritte in der Gleichberechtigung der Geschlechter. Dadurch, dass Frauen eine eigene Stimme erhielten, war es ihnen auch möglich, sich im Klan zu organisieren. So bestand der WKKK nicht nur aus Frauen von Mitgliedern des Klans, sondern viele traten dem Klan auch gegen den Willen ihrer Ehemänner bei. Viele Frauen fühlten sich durch Afroamerikaner und Ausländer bedroht. Der WKKK engagierte Werber und Organisatoren insbesondere in den Gebieten, in denen der männliche Teil des Klans stark vertreten war.
Heute wird im Vergleich zu dieser Zeit weit weniger Aufwand getrieben, um Frauen zu werben. Auch wenn sie im Klan weitestgehend gleichberechtigt sind, werden die höchsten Stellen fast ausschließlich von Männern besetzt, die auch auf ihren Machterhalt achten und Frauen aus den Führungspositionen drängen.

## Aktionen
Klanswomen waren vor allem in der Organisation von Rallies, Aufmärschen, Klanfesten und Jahrmärkten engagiert. Sie versuchten so die Basis der Organisation zu stärken und neue Mitglieder anzuwerben. Auch riefen sie zum Boykott von Geschäftsleuten auf, die nicht mit dem Klan kooperierten. Sie engagierten sich auch in wichtigen Positionen des Klans, der sich ja als protestantische Organisation verstand. So waren sie bei Hochzeiten, christlichen Zeremonien und Beerdigungen als Helferinnen tätig. Ebenso waren sie an öffentlichen Schulen engagiert, wo sie Bibelstunden gaben, für wichtige Positionen kandidierten oder sich gegen katholische Lehrkräfte engagierten. Auch im Wahlkampf traten sie für die Klan-affinen Kandidaten ein und verbreiteten Negativpropaganda gegen den unliebsamen Kandidaten.

## Konflikte innerhalb des Klans
Während der zweiten Phase gab es immer wieder Auseinandersetzungen zwischen beiden Klanorganisationen. Insbesondere gab es Streit um die Gleichberechtigung innerhalb des Klans. Einige Probleme finanzieller Misswirtschaft und illegaler Praktiken wurden sogar vor Gericht gebracht. Viele Männer lehnten Frauen im Klan grundsätzlich ab, weil es angeblich dem Glauben des Klans nicht entsprechen würde. Allerdings war der Klan in der Frage der Gleichberechtigung tatsächlich fortschrittlicher als der Rest der US-amerikanischen Gesellschaft. Viele andere politische Organisationen machten sich über den Klan lustig, weil er Frauen so viel Einfluss gab und die Frauen des Klans ihren Haushalt vernachlässigen würden.
In der heutigen Zeit entwickelten sich neue Streitfragen. Der Klan heute gilt als moralisch konservativ und lehnt Ehescheidung ab. Auch glauben viele Mitglieder an die Autorität der Männer in Politik, aber auch Haushalt. Viele Klanfrauen fühlen sich vernachlässigt und von der Organisation beschnitten. Viele aktive Klanfrauen wollen daher auch nicht, dass ihre eigenen Töchter sich im Klan engagieren.